# مقاطعة أوز
مقاطعة أوز (بالفارسية: شهرستان اوز) (بالإنجليزية: Evaz county)‏ هي مقاطعة من محافظة فارس، إيران. بلغ عدد سكانها في إحصاء السكان عام 2016 ميلادية 40,731 نسمة في. في 2 أكتوبر 2019 تم ترقيتها إلى مقاطعة مستقلة.
تتكون مقاطعة أوز من ناحيتين:
1. ناحية مركزية
2. ناحية بيدشهر[4]